# Chloroclanis
Chloroclanis é um gênero de mariposa pertencente à família Bombycidae.